# فيدل كاسترو سميث
فيدل كاسترو سميث (بالإنجليزية: Fidel Castro Smith)‏ مواليد 17 أبريل 1963 في نوتنغهام، هو ملاكم محترف بريطاني سابق صنّف ضمن فئة الوزن المتوسط.

## إحصائيات
خاض خلال مسيرته 30 نزالا، فاز في 22 ولم يتعادل وخسر في 8. فاز بالضربة القاضية في 13 نزالا.

## روابط خارجية
- فيدل كاسترو سميث على موقع بوكس ريك (الإنجليزية) (registration required)